# Jun Ando
Jun Ando (født 8. oktober 1984) er en japansk fodboldspiller, som spiller for den japanske fodboldklub Kyoto Sanga FC.